# La Neuville-en-Beine
La Neuville-en-Beine ist eine französische Gemeinde mit 191 Einwohnern (Stand: 1. Januar 2022) im Département Aisne in der Region Hauts-de-France; sie gehört zum Arrondissement Laon, zum Kanton Chauny und zum Gemeindeverband Chauny-Tergnier-La Fère.

## Geografie
Die Gemeinde La Neuville-en-Beine liegt acht Kilometer nordwestlich von Chauny. Nachbargemeinden von La Neuville-en-Beine sind Cugny, Annois und Flavy-le-Martel im Norden, Villequier-Aumont im Osten, Ugny-le-Gay im Süden sowie Beaumont-en-Beine im Westen.

## Bevölkerungsentwicklung
| Jahr                       | 1962 | 1968 | 1975 | 1982 | 1990 | 1999 | 2006 | 2013 | 2022 |
| Einwohner                  | 161  | 116  | 103  | 123  | 148  | 152  | 164  | 199  | 191  |
| Quellen: Cassini und INSEE |      |      |      |      |      |      |      |      |      |

## Sehenswürdigkeiten
- Kirche Notre-Dame, Westfassade mit Portal ist seit 1934 als Monument historique klassifiziert[1]

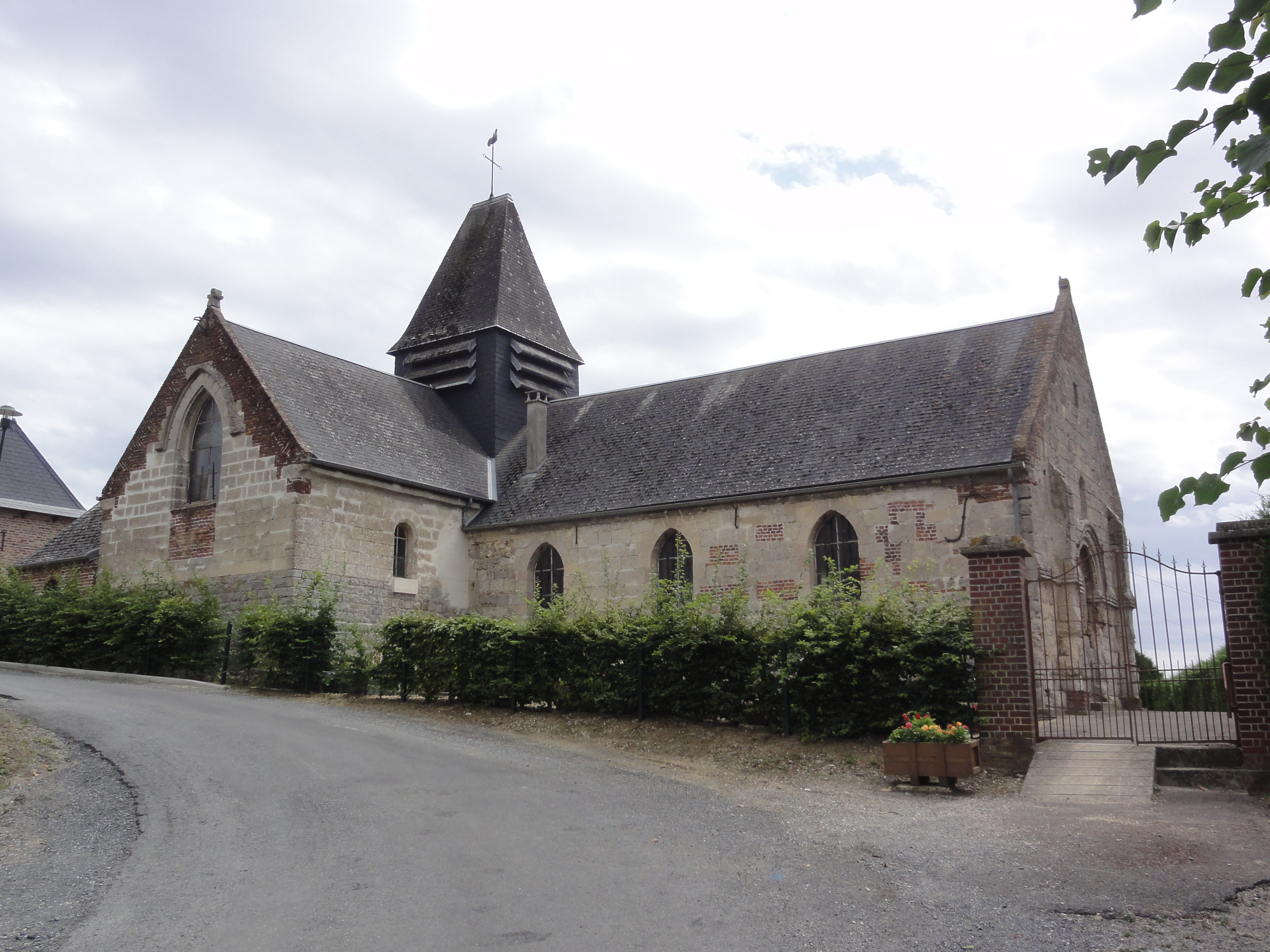
Kirche Notre-Dame
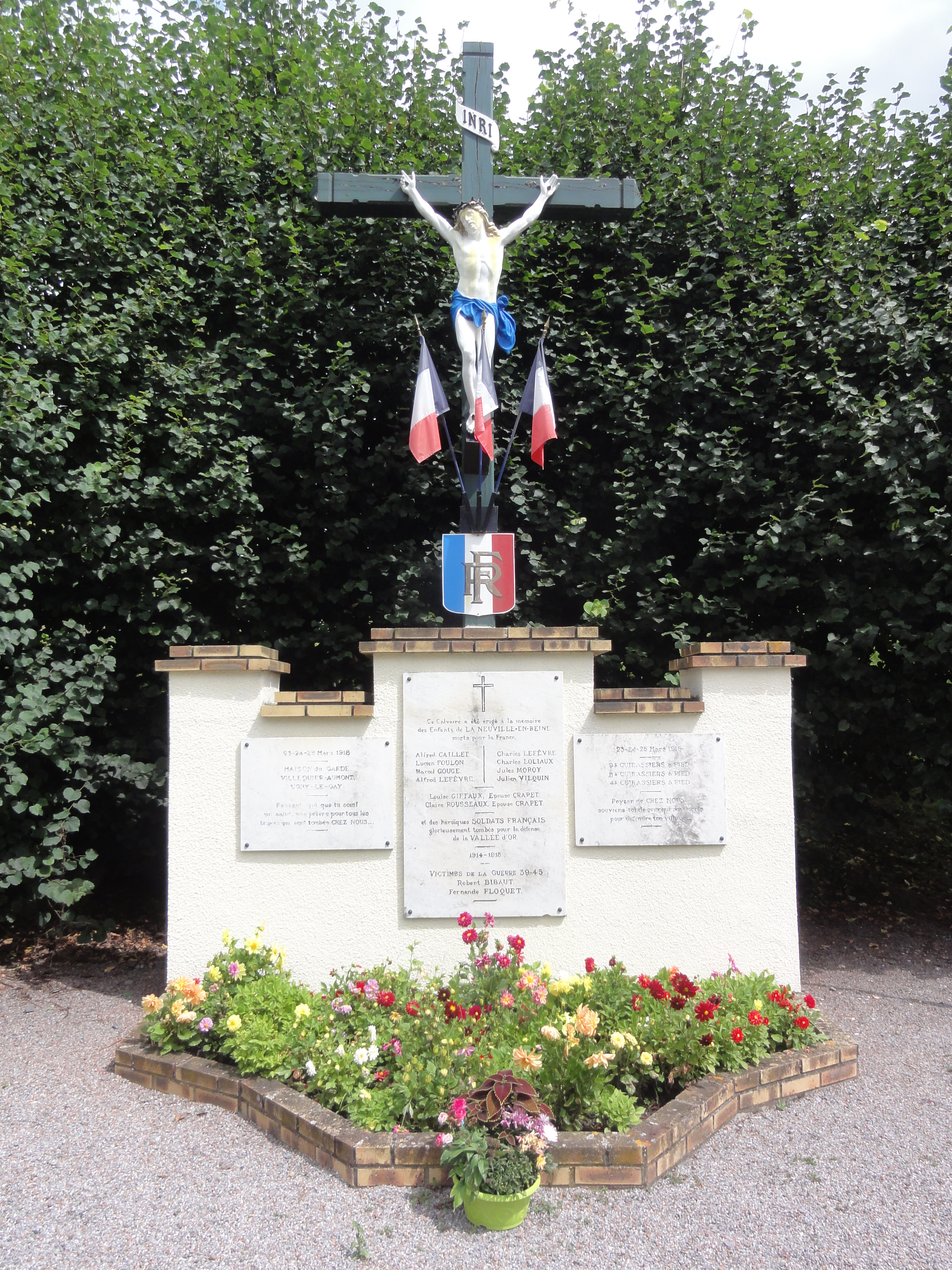
Gefallenendenkmal